# Fredy Perlman
Fredy Perlman (20 d'agost de 1934 - 26 de juliol de 1985) va ser un autor americà, editor, professor i activista nascut a Txèquia. La seva obra més popular, el llibre Against His-Story, Against Leviathan!, detalla l'augment de la dominació de l'Estat amb un relleu de la història a través de la metàfora hobbesiana del leviatà. Tot i que Perlman detestava ideologia i afirmaria que l'únic "-ista" al qual ell responia era el violoncel·lista, la seva obra tant com a autor com a editor ha estat molt influent en el pensament anarquista modern.

## Infància i joventut
Perlman va néixer a Brno, Txèquia. Va emigrar amb els seus pares a Cochabamba, Bolívia el 1938, just abans de la presa del poder pels nacional-socialistes. La família Perlman va arribar als Estats Units el 1945 i finalment es va establir a Lakeside Park, Kentucky.
El 1952 va assistir al Morehead State College a Kentucky i després a la Universitat de Califòrnia, Los Angeles (UCLA) entre 1953–55. Perlman estava a càrrec del personal del UCLA Daily Bruin, el diari de l'escola. Quan l'administració de la universitat va interferir en el procés electoral de les editorials, Perlman i altres membres del personal van sortir i van editar una publicació independent, The Observer, que van distribuir a la vora del campus.
El 1956–59 va assistir a la Universitat de Colúmbia, on va conèixer a la seva companya i futura esposa, Lorraine Nybakken. Es va matricular com a estudiant de literatura anglesa, però aviat va concentrar els seus esforços en filosofia, ciència política i literatura europea. Un professor especialment influent per a ell en aquest moment era C. Wright Mills.

## Viatges i formació
A finals de 1959, Perlman i la seva dona van fer un viatge pels Estats Units amb motocicletes de fons, principalment en autopistes de dos carrils que recorregueren a 25 milles per hora. De 1959 a 1963, visqueren a Manhattan, mentre que Perlman treballava en l'anàlisi estadística dels recursos mundials amb John Ricklefs. Van participar en activitats antinuclears i pacifistes amb el Living Theatre i altres entitats. Perlman va ser arrestat després d'una asseguda a Times Square a la tardor de 1961. Es va convertir en impressor del Living Theatre i durant aquest temps va escriure The New Freedom, Corporate Capitalism i una obra de teatre, Plunder, que ell mateix va publicar.
El 1963, van abandonar els Estats Units i es van traslladar a Belgrad, Iugoslàvia, després de viure alguns mesos a Copenhaguen i París. Perlman va obtenir un màster en economia i doctorat a la Facultat de Dret de la Universitat de Belgrad. La seva tesi va ser titulada "Condicions per al desenvolupament d'una regió endarrerida", que va crear una certa indignació entre alguns membres de la facultat. Durant el seu últim any a Iugoslàvia, fou membre de l'Institut de Planificació de Kosovo i Metohija.

## Activitat professional
Durant el període 1966–69, la parella va viure a Kalamazoo, Michigan. Perlman va impartir cursos de ciències socials a Western Michigan University i va suscitar crítiques d'alguns membres de la facultat quan va fer que els estudiants cursessin les seves pròpies classes i es qualifiquessin a ells mateixos. Durant el seu primer any a Kalamazoo, Miloš Samardžija un dels seus professors de Belgrad va traduir l'assaig d'Isaac Illych Rubin "Assajos sobre la teoria del valor de Marx" i Perlman en va escriure la introducció al llibre: "Un assaig sobre el fetitxisme de les mercaderies".
El maig de 1968, després de dues setmanes de conferències a Torí, Itàlia, Perlman va anar a París amb l'últim tren abans que el trànsit ferroviari fos tancat per les vagues que estaven afectant Europa aleshores. Va participar en els fets de maig a París i va treballar a Censier amb el comitè de fàbrica de Citroën. Després de tornar a Kalamazoo a l'agost, va col·laborar amb Roger Gregoire en la redacció de Worker-Student Action Committees, May 68.
Durant el seu últim any a Kalamazoo, Perlman deixà la universitat i, juntament amb altres persones, principalment estudiants, va inaugurar la revista Black and Red, de la qual van aparèixer sis números. L'escriptura i el disseny es van fer a la casa de Perlman i la impressió al Radical Education Project a Ann Arbor, Michigan. El gener de 1969, Perlman va completar The Reproduction of Daily Life (La reproducció de la vida quotidiana). Mentre viatjava a Europa a la primavera de 1969, va passar diverses setmanes a Iugoslàvia i va escriure "Revolta a la Iugoslàvia socialista", que va ser prohibida per les autoritats, que la van qualificar de complot de la CIA.
L'agost de 1969, ell i la seva dona es van traslladar a Detroit, on va escriure The Incoherence of the Intellectual : C. Wright Mills' Struggle to Unite Knowledge and Action" i va traduir "La societat de l'espectacle" de Guy Debord.
El 1970 Perlman va formar part de la cooperativa d'impressió de Detroit amb equips de Chicago. Durant la dècada següent, es van imprimir les publicacions de Black & Red junt amb innombrables altres projectes que van des de fulletons fins a diaris i llibres. Durant diversos anys, Perlman i la cooperativa van ser membres de Industrial Workers of the World.
Entre 1971 i 1976 va treballar en diversos llibres, originals i traduccions, incloent "Manual per a líders revolucionaris", "Cartes d'insurgents", "Història del moviment makhnovista" de Peter Arshinov, "La revolució desconeguda" de Volin i "The Wandering of Humanity" de Jacques Camatte.
Perlman va escriure "Cartes d'insurgents" en forma de cartes entre dos companys d'Europa oriental, un dels quals s'havia escapat a Occident. Presenta perspectives antiautoritàries crítiques sobre la vida a l'anomenat Occident democràtic i l'anomenat Orient comunista, durant l'època de la guerra freda. Perlman va passar la major part de la seva vida a Amèrica del Nord, però va viure, va treballar i va establir moltes amistats a Iugoslàvia durant els tres anys que hi va viure. La forma de l'intercanvi de cartes permet a l'escriptor presentar les experiències i els pensaments de diversos personatges.
També durant els anys setanta, Perlman va començar a tocar el violoncel, sovint en sessions de música de cambra.
Al 1976, Perlman es va sotmetre a una cirurgia per substituir una vàlvula de cor danyada. Després, va ajudar a escriure i representar Who's Zerelli? una obra que criticava els aspectes autoritaris de l'establiment mèdic.
Durant els anys 1977–80 va estudiar la història del món. Durant aquests anys, va viatjar a Turquia, Egipte, Europa i regions de les Estats Units per visitar llocs històrics amb la Lorraine. El 1980 va començar una història completa de The Strait (Detroit i voltants). No va acabar el treball, i els primers i últims capítols no es varen escriure.
Tant Perlman com Lorraine van ajudar a la revista antiautoritària Fifth Estate, fent tipografia i correcció, a més de contribuir amb articles. Les seves contribucions més recents van ser sobre l'antisemitisme i el Pogrom de Beirut i l'aplicació contínuada del nacionalisme.
Durant el període 1982-83, va suspendre el treball a The Strait per escriure la seva acusació a la societat tecnològica, Against His-tory, Against Leviathan!. L'historiador anarquista John P. Clark afirma que Against His-tory, Against Leviathan! descriu la crítica de Perlman al que entén com "la història dels mil·lennis de l'assalt de la megamàquina tecnològica sobre la humanitat i la Terra". Clark també assenyala que el llibre tracta dels "moviments espirituals anarquistes" com el moviment del turbant groc a l'antiga Xina i els germans de l'esperit lliure a Europa medieval.
El 1983, Perlman es va unir a la secció de violoncel de l'Orquestra Dearborn i el juny de 1985 va interpretar quartets de Mozart i Schumann en un programa per a Metges per a la Responsabilitat Social.
En 1984, Perlman va escriure un treball sobre el tema del nacionalisme anomenat The Continuing Appeal of Nationalism. En ella argumenta que "els nacionalistes revolucionaris o d'esquerres insisteixen que el seu nacionalisme no té res a veure amb el nacionalisme dels feixistes i dels nacionalsocialistes, que són un nacionalisme dels oprimits, que ofereix alliberament tant personal com cultural". I, per tant, s'han de "Desafiar aquestes afirmacions i veure-les en el seu context" es demana "què és el nacionalisme: no només el nou nacionalisme revolucionari sinó també el vell conservador?". I conclou que el nacionalisme és un suport al control capitalista de la natura i de les persones, independentment del seu origen. El nacionalisme proporciona, doncs, una eina a través de la qual "Tota població oprimida pot convertir-se en una nació, un negatiu fotogràfic de la nació opressora".
Durant el 1985, Perlman va escriure dos assajos sobre Nathaniel Hawthorne, que Perlman considerava - juntament amb Thoreau i Melville - com un crític de la tecnologia i l'imperialisme. [6]
El 26 de juliol de 1985, Perlman es va sotmetre a una operació de cor a l'hospital Henry Ford, on va morir.
El 1989, la seva vídua Lorraine Perlman va publicar una biografia de Fredy, Havent Little, Being Much sobre la publicació que van fundar, Black & Red. Lorraine Perlman continua dirigint la revista a Detroit, Michigan i continua col·laborant amb Fifth Estate.